# Claire Dautherives
Claire Dautherives (* 5. September 1982 in Saint-Jean-de-Maurienne) ist eine ehemalige französische Skirennläuferin. Ihre Spezialdisziplin war der Slalom.

## Biografie
Dautherives ging ab Dezember 1997 bei FIS-Rennen an den Start. Erste Rennen im Europacup bestritt sie im Januar 1999, jedoch dauerte es bis Februar 2000, ehe sie sich erstmals in den Punkterängen klassieren konnte. Das erste Top-10-Ergebnis im Europacup folgte im Januar 2003. Ihr Weltcup-Debüt hatte sie am 28. Dezember 2003 beim Slalom von Lienz, wo sie sich nicht für den zweiten Durchgang qualifizieren konnte. Kurz darauf musste sie die Saison verletzungsbedingt abbrechen. Im August und September 2006 nahm Dautherives am Australia New Zealand Cup teil; sie gewann vier Rennen und erzielte vier weitere Podestplätze, was für den zweiten Platz in der Gesamtwertung und den Gewinn der Slalomwertung reichte. In der Europacupsaison 2006/07 fuhr sie im Slalom dreimal auf das Podest und erreichte damit den vierten Rang in der Slalom-Disziplinenwertung.
Der Gewinn erster Weltcuppunkte ließ bis zum 9. Dezember 2007, als Dautherives im Slalom von Aspen auf Platz 25 fuhr. Drei Wochen später, beim Slalom von Lienz am 29. Dezember 2007, fuhr sie überraschend auf Platz acht und erzielte damit das beste Weltcupergebnis ihrer Karriere. Am 27. Januar 2008 folgte Platz 14 im Slalom von Ofterschwang, danach blieb sie aber in mehreren Rennen wieder ohne Resultat. Ab Januar 2009 konnte sich Dautherives regelmäßig für den zweiten Durchgang qualifizieren und Weltcuppunkte gewinnen. Vordere Platzierungen blieben allerdings aus, bis sie am 12. Januar 2010 im Slalom von Flachau mit Platz zwölf ihr zweitbestes Weltcupergebnis erzielte. Bei den Olympischen Winterspielen 2010 in Vancouver schied sie im ersten Slalomdurchgang aus.
Am 21. Dezember 2010 erlitt Dautherives im Weltcupslalom von Courchevel einen Kreuzbandriss, weshalb sie die Saison 2010/11 früh beenden musste. In ihrer Comeback-Saison 2011/12 konnte sie sich nur in zwei Weltcupslaloms für den zweiten Durchgang qualifizieren, wobei ihr bestes Resultat der 18. Platz in Courchevel war. Ihr letztes Rennen bestritt sie am 8. April 2012 anlässlich der andorranischen Meisterschaften.

## Erfolge

### Weltcup
- 3 Platzierungen unter den besten 15

### Weltcupwertungen
| Saison  | Gesamt | Gesamt | Slalom | Slalom |
| Saison  | Platz  | Punkte | Platz  | Punkte |
| ------- | ------ | ------ | ------ | ------ |
| 2007/08 | 65.    | 64     | 27.    | 64     |
| 2008/09 | 101.   | 20     | 42.    | 20     |
| 2009/10 | 83.    | 50     | 28.    | 50     |
| 2011/12 | 98.    | 16     | 44.    | 16     |

### Europacup
- Saison 2006/07: 4. Slalomwertung
- 3 Podestplätze

### Australia New Zealand Cup
- Saison 2006: 2. Gesamtwertung, 1. Super-G-Wertung, 2. Riesenslalomwertung, 3. Slalomwertung
- 8 Podestplätze, davon 4 Siege

### Juniorenweltmeisterschaften
- Verbier 2001: 18. Slalom
- Tarvisio 2002: 6. Slalom

### Weitere Erfolge
- 2 Französische Meistertitel (Slalom 2008 und 2009)
- 8 Siege in FIS-Rennen